# Carnet Jove

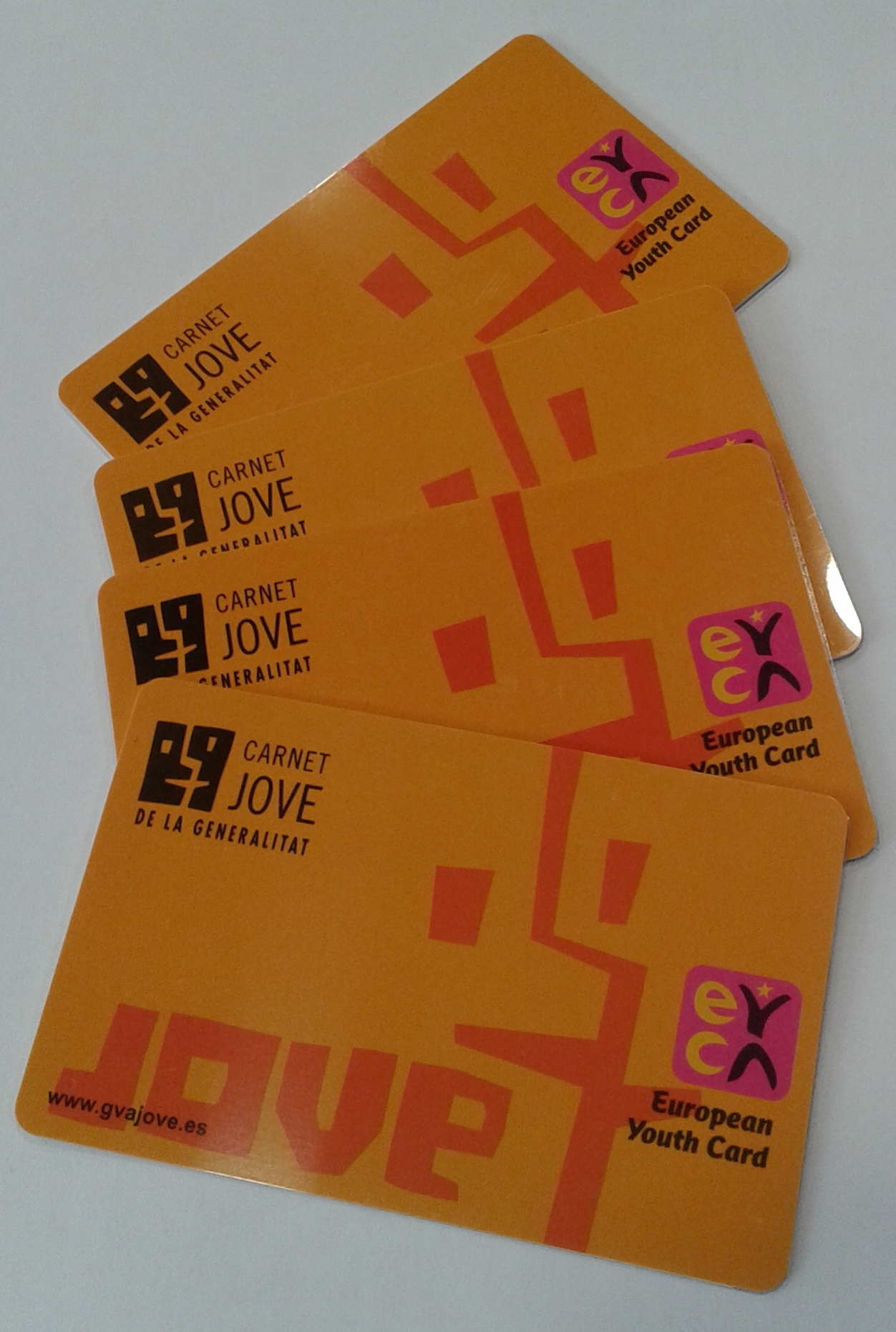
Carnet Jove de la Generalitat Valenciana

El Carnet Jove, Carnet Jove Europeu o European Youth Card (també conegut com a EURO<26) és un document de caràcter personal per a joves europeus que obre la porta a descomptes en activitats culturals, botigues, bitllets de transport, menjant fora, oci i allotjament, i pot ser utilitzat en més de 40 països europeus que formen l'Associació del Carnet Jove Europeu (EYCA). En la majoria de països es pot utilitzar la targeta fins als 30 anys. La targeta té una durada de dos anys.
En molts països europeus el carnet s'anomena EURO<26, però amb el canvi del límit d'edat (de 26 a 30), més i més l'anomenen Carnet Jove europeu. A Espanya el Carnet Jove s'emet en dues versions, una targeta clàssica o una targeta emesa per un banc, ambdues sempre porten el logo de l'European Youth Card Association (EYCA) logo i ofereix els mateixos beneficis que la targeta clàssica. El Carnet Jove està gestionat per l'Associació del Carnet Jove Europeu (EYCA) que representa 40 organitzacions dins de 38 països. Totes les organitzacions membre de l'EYCA emeten el Carnet Jove europeu en el seu territori i donen descomptes locals. La seu principal d'EYCA és als Països Baixos i la seua oficina és a Bratislava, Eslovàquia. El Carnet Jove pot ser adquirit a través de les organitzacions estatals. Els joves que venen de fora d'Europa, tene la possibilitat per comprar el Carnet Jove en línia a través de la botiga d'EYCA.
Els titulars del Carnet Jove tenen la possibilitat de buscar els 80,000 descomptes en línia geolocalitzats al mapa al lloc de web oficial de la targeta.

## El Carnet Jove de la Generalitat Valenciana
Al País Valencià existeixen dos tipus de carnets, el Carnet Jove targeta financera, que es pot obtindre en qualsevol sucursal del Banc Sabadell, Caixa Ontinyent, Grup Cooperatiu Cajamar i CaixaBank i el Carnet Jove targeta clàssica que es pot obtindre en les oficines de l'IVAJ, en la Residència juvenil Sant Crist del Mar i en el ajuntaments amb conveni per a l'emissió del Carnet Jove, i tots dos casos té una taxa de 8,40 €.
Des de l'any 2019 el Carnet Jove emés al País Valencià afegix, de forma pionera, les característiques del carnet d'alberguista internacional permetent allotjar-se en més de 300 albergs juvenils a Espanya i 4.000 d'altres 90 països.

### Exempcions i bonificacions:[2][3]
- Exempció total en el pagament de la taxa del Carnet Jove:
  - víctimes d'actes de violència sobre la dona
  - famílies nombroses que tinguen reconeguda categoria especial
  - joves amb una discapacitat igual o superior al 66%
  - famílies monoparentals que tinguen reconeguda categoria especial
- Bonificació del 50%
  - famílies nombroses que tinguen reconeguda categoria general
  - jóvens amb una discapacitat igual o superior al 33%
  - famílies monoparentals que tinguen reconeguda categoria general